# 江藤美佳
江藤 美佳（えとう みか、1995年7月25日 - ）は、大分県大分市出身のハンドボール選手。日本ハンドボールリーグのオムロン所属。

## 経歴
大分市立東陽中学校時代は2010年に第19回JOCジュニアオリンピックカップで優秀選手賞を受賞。
中学卒業後は大分高等学校へ進学。2011年は日本代表U-16に選出された。
2013年は全国高等学校総合体育大会ハンドボール競技大会で優秀選手に選ばれた。
高校卒業後は日本体育大学へ進学し、2014年は第19回女子ジュニア世界選手権の日本代表U-20に選出。
2018年に日本ハンドボールリーグのオムロンへ加入。
2019-20年シーズンから背番号を「13」へ変更。

## 詳細情報

### 年度別成績
| 年       | チーム   | 試合 | フィールド 得点 | 率   | 7m  | 合計 | 警告 | 退場 | 失格 |
| -------- | -------- | ---- | --------------- | ---- | --- | ---- | ---- | ---- | ---- |
| 2018-19  | オムロン | 2    | 0/1             | .000 | 0/0 | 0/1  | 0    | 0    | 0    |
| JHL：1年 | JHL：1年 | 2    | 0/1             | .000 | 0/0 | 0/1  | 0    | 0    | 0    |

### 背番号
- 23 (2018年 - 2019年)
- 13 (2019年 - )

## 代表歴

### 日本代表U-20
- ジュニア世界選手権 (2014年)

### 日本代表U-16
- 日韓スポーツ交流 (2011年)